# Epinephelus
Epinephelus is een geslacht van tandbaarzen. Vele soorten van deze grote zeebaarzen staan op de rode lijst van bedreigde diersoorten.

## Soorten
FishBase rubriceert 99 soorten:
- Epinephelus acanthistius (Gilbert, 1892)
- Epinephelus akaara (Temminck & Schlegel, 1842)
- Epinephelus albomarginatus Boulenger, 1903
- Epinephelus amblycephalus (Bleeker, 1857)
- Epinephelus analogus Gill, 1863
- Epinephelus andersoni Boulenger, 1903
- Epinephelus areolatus (Forsskål, 1775)
- Epinephelus adscensionis (Osbeck, 1765)
- Epinephelus aeneus (Geoffroy Saint-Hilaire, 1817)
- Epinephelus awoara (Temminck & Schlegel, 1842)
- Epinephelus bilobatus Randall & Allen, 1987
- Epinephelus bleekeri (Vaillant, 1878)
- Epinephelus bontoides (Bleeker, 1855)
- Epinephelus bruneus Bloch, 1793
- Epinephelus caninus (Valenciennes, 1843)
- Epinephelus chabaudi (Castelnau, 1861)
- Epinephelus chlorocephalus (Valenciennes, 1830)
- Epinephelus chlorostigma (Valenciennes, 1828)
- Epinephelus cifuentesi Lavenberg & Grove, 1993
- Epinephelus clippertonensis Allen & Robertson, 1999
- Epinephelus coeruleopunctatus (Bloch, 1790)
- Epinephelus coioides (Hamilton, 1822)
- Epinephelus corallicola (Valenciennes, 1828)
- Epinephelus costae (Steindachner, 1878)
- Epinephelus cyanopodus (Richardson, 1846)
- Epinephelus daemelii (Günther, 1876)
- Epinephelus darwinensis Randall & Heemstra, 1991
- Epinephelus diacanthus (Valenciennes, 1828)
- Epinephelus drummondhayi Goode & Bean, 1878
- Epinephelus epistictus (Temminck & Schlegel, 1842)
- Epinephelus ergastularius Whitley, 1930
- Epinephelus erythrurus (Valenciennes, 1828)
- Epinephelus exsul (Fowler, 1944)
- Epinephelus fasciatomaculosus (Peters, 1865)
- Epinephelus fasciatus (Forsskål, 1775)
- Epinephelus faveatus (Valenciennes, 1828)
- Epinephelus flavocaeruleus (Lacépède, 1802)
- Epinephelus flavolimbatus Poey, 1865
- Epinephelus fuscoguttatus (Forsskål, 1775)
- Epinephelus gabriellae Randall & Heemstra, 1991
- Epinephelus goreensis (Valenciennes, 1830)
- Epinephelus guttatus (Linnaeus, 1758)
- Epinephelus haifensis Ben-Tuvia, 1953
- Epinephelus heniochus Fowler, 1904
- Epinephelus hexagonatus (Forster, 1801)
- Epinephelus howlandi (Günther, 1873)
- Epinephelus indistinctus Randall & Heemstra, 1991)
- Epinephelus irroratus (Forster, 1801)
- Epinephelus itajara (Lichtenstein, 1822)
- Epinephelus labriformis (Jenyns, 1840)
- Epinephelus lanceolatus (Bloch, 1790)
- Epinephelus lebretonianus (Hombron & Jacquinot, 1853)
- Epinephelus longispinis (Kner, 1864)
- Epinephelus maculatus (Bloch, 1790)
- Epinephelus macrospilos (Bleeker, 1855)
- Epinephelus magniscuttis Postel, Fourmanoir & Guézé, 1963
- Epinephelus marginatus (Lowe, 1834)
- Epinephelus malabaricus (Bloch & Schneider, 1801)
- Epinephelus melanostigma Schultz, 1953
- Epinephelus merra Bloch, 1793
- Epinephelus miliaris (Valenciennes, 1830)
- Epinephelus morrhua (Valenciennes, 1833)
- Epinephelus morio (Valenciennes, 1828)
- Epinephelus multinotatus (Peters, 1876)
- Epinephelus mystacinus (Poey, 1852)
- Epinephelus nigritus (Holbrook, 1855)
- Epinephelus niphobles Gilbert & Starks, 1897
- Epinephelus niveatus (Valenciennes, 1828)
- Epinephelus octofasciatus Griffin, 1926
- Epinephelus ongus (Bloch, 1790)
- Epinephelus perplexus Randall, Hoese & Last, 1991
- Epinephelus poecilonotus (Temminck & Schlegel, 1842)
- Epinephelus polylepis Randall & Heemstra, 1991
- Epinephelus polyphekadion (Bleeker, 1849)
- Epinephelus polystigma (Bleeker, 1853)
- Epinephelus posteli Fourmanoir & Crosnier, 1964
- Epinephelus latifasciatus (Temminck & Schlegel, 1842)
- Epinephelus quernus Seale, 1901
- Epinephelus quoyanus (Valenciennes, 1830)
- Epinephelus radiatus (Day, 1868)
- Epinephelus retouti Bleeker, 1868
- Epinephelus rivulatus (Valenciennes, 1830)
- Epinephelus septemfasciatus (Thunberg, 1793)
- Epinephelus sexfasciatus (Valenciennes, 1828)
- Epinephelus socialis (Günther, 1873)
- Epinephelus spilotoceps Schultz, 1953
- Epinephelus stictus Randall & Allen, 1987
- Epinephelus stoliczkae (Day, 1875)
- Epinephelus striatus (Bloch, 1792)
- Epinephelus suborbitalis Amaoka & Randall, 1990
- Epinephelus summana (Forsskål, 1775)
- Epinephelus tauvina (Forsskål, 1775)
- Epinephelus timorensis Randall & Allen, 1987
- Epinephelus trimaculatus (Valenciennes, 1828)
- Epinephelus trophis Randall & Allen, 1987
- Epinephelus tuamotuensis Fourmanoir, 1971
- Epinephelus tukula Morgans, 1959
- Epinephelus undulatostriatus (Peters, 1866)
- Epinephelus undulosus (Quoy & Gaimard, 1824)